# Fungia cyclolites
Espèce
Synonymes
- Cycloseris cyclolites Lamarck, 1801

Statut CITES
Fungia cyclolites est une espèce de coraux appartenant à la famille des Fungiidae.